# Скалист хребет (Якутия)
Скалистият хребет (на руски: Скалистый хребет) е планински хребет в Източен Сибир, разположен в източната част на Якутия, Русия.
Простира се от север на юг на протежение от 150 km, успоредно и източно от хребета Сете-Дабан. На северозапад долината на река Томпо (десен приток на Алдан) го отделя от Верхоянските планини, а на юг долината на река Аллах-Юн (десен приток на Алдан) – от Юдомо-Майската планинска земя. на североизток и изток се свързва с хребета Сунтар-Хаята. Максимална височина 2017 m, разположена в централната му част. Реките Менкюле (ляв приток на Томпо), Източна Хандига и Тири (десни притоци на Алдан) го проломяват и го разделят на 4 отделни планински масива. Изграден е основно от пясъчници и варовици. Склоновете му са обрасли с лиственични гори, сменящи се над 1300 m с планинска тундра.